# Волынский (посёлок)
Волынский — посёлок в Мокшанском районе Пензенской области. Входит в состав Чернозерского сельсовета.

## География
Находится в северной части Пензенской области на расстоянии приблизительно 23 км на северо-запад от районного центра поселка Мокшан на правом берегу реки Мокша.

## История
Известен с 1926 года. В 2004 году- 11 хозяйств.

## Население
Численность населения: 97 человек (1926 год), 57 (1939), 111 (1959), 58 (1979), 32(1989), 56 (1998). Население составляло 36 человек (русские 69 %) в 2002 году, 37 в 2010.